# La tempesta (Giorgione)
La tempesta és un quadre pintat per Giorgione entre 1518-1519 i actualment exposat a la Gallerie dell'Accademia de Venècia.
Encarregat pel noble Gabriel Vendramin, La tempesta és una obra enigmàtica. Es considera per unanimitat com a autògrafa de Giorgione, però el seu significat ha donat lloc a grans discussions.
A l'inventari de la família Vendramin hi figurava com a Mercuri i Isis. També ha estat identificat com un tema inspirat en El somni de Polifil de Francesco Colonna i fins i tot com La troballa de Moisès. Podria ser una escena de La infància de Paris, o del mite de Paris i Enone, entroncat amb la novel·la pastoral. Altres teories afirmen que es tracta d'un retrat del mateix pintor i la seva família.